# Ferenc Dávid
Biskop Ferenc Dávid (født 1510 i Kolozsvár i Transsylvanien (Cluj-Napoca i dagens Rumænien), død 15. november 1579) var grundlægger af den første unitarkirke i 1568, som fortsat findes i Rumænien og Ungarn.